# Aeroporto di Hannover

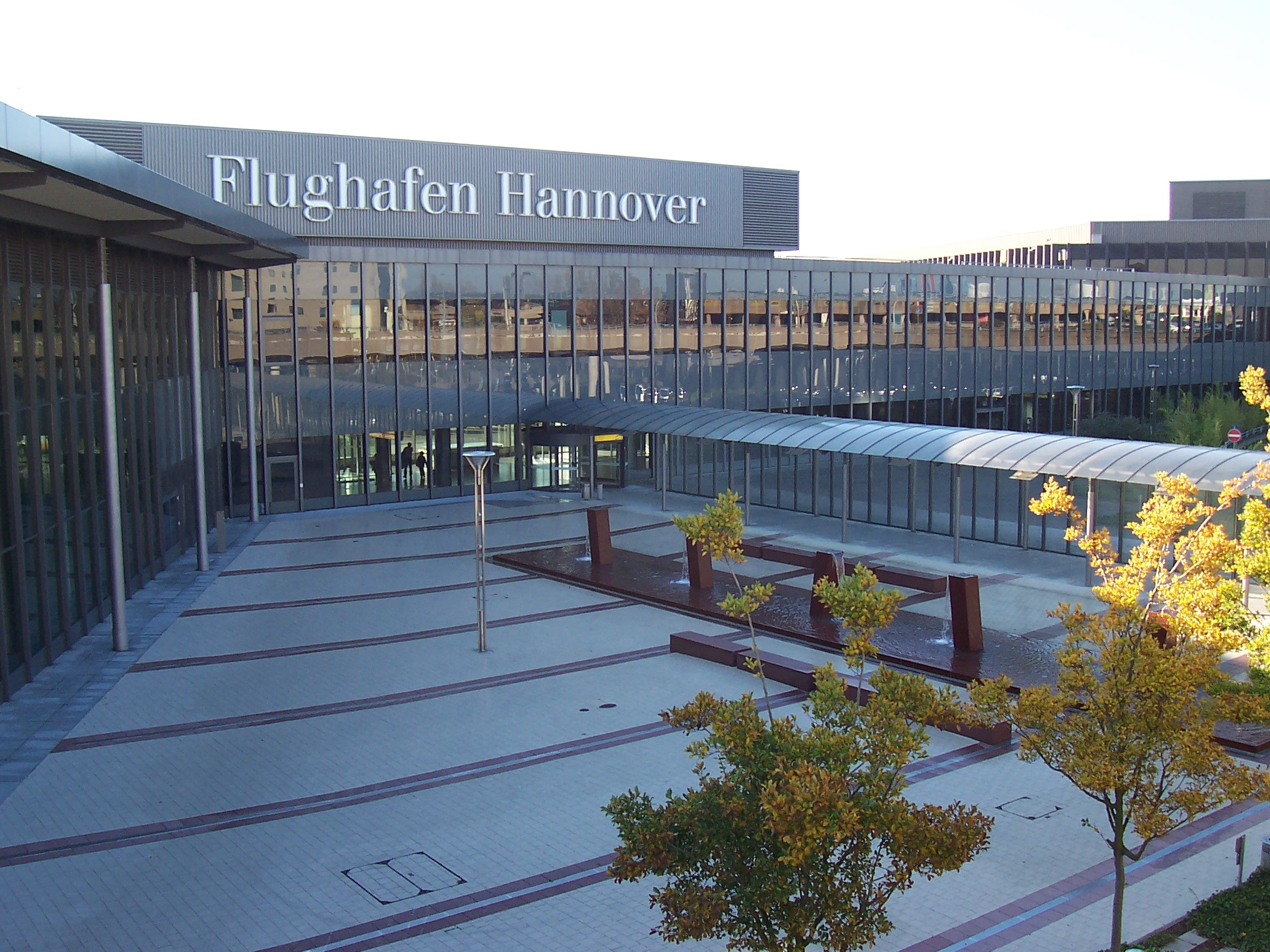
L'aeroporto con il suo ingresso principale

L'aeroporto di Hannover, conosciuto anche come aeroporto di Hannover-Langenhagen, è l'aeroporto internazionale di Hannover, capitale dello stato federale della Bassa Sassonia. È il nono aeroporto tedesco per dimensione e si trova ad 11 km a nord dal centro di Hannover. L'aeroporto offre voli per destinazioni europee metropolitane e leisure, serve come base per Eurowings, Condor, SunExpress Deutschland e TUI fly.

## Storia
L'aeroporto di Hannover è stato inaugurato a Langenhagen nel 1952, in sostituzione di un vecchio campo d'aviazione entro i confini della città di Hannover. Nel 1973 furono inaugurati due moderni terminal, divenuti famosi per il loro design compatto. Sono diventati l'archetipo dell'aeroporto internazionale Sheremetyevo di Mosca. I terminal A e B sono tuttora in funzione.
Negli anni '90, le prove di servizi intercontinentali verso gli Stati Uniti e il Canada furono interrotte a causa del basso numero di passeggeri.
Nel 1998 è stato aperto il terminal più grande, il C, per gestire un maggior numero di passeggeri, aggiungendo 8 gate di imbarco e 3 gate di partenza per gli autobus. È possibile gestire fino a 33 aeromobili contemporaneamente, di cui 20 possono utilizzare le piazzole di sosta per gli aeromobili dotate di una passerella. Tutti e tre i terminal sono in grado di gestire un Boeing 747.
Dal 1957 al 1990, l'aeroporto ha ospitato la "Mostra internazionale dell'aeronautica e dello spazio", la più grande manifestazione aerea della Germania. Dopo un incidente mortale nel 1988, quando un elicottero Chinook della Royal Air Force colpì con il suo rotore una passerella, e dopo la riunificazione della Germania due anni dopo, la manifestazione si trasferì a Berlino nel 1992.
Mentre nei primi anni il traffico dell'aeroporto veniva incanalato attraverso l'Aeroporto Internazionale di Francoforte, oggi la maggior parte delle destinazioni è servita direttamente. Sono disponibili servizi per la maggior parte delle capitali e delle principali città europee, nonché per destinazioni turistiche come Maiorca o l'Egitto. Negli anni '90 i tentativi di istituire servizi intercontinentali verso il Canada e gli Stati Uniti d'America sono stati abbandonati a causa della scarsa domanda. Dalla fine della Guerra Fredda, l'aeroporto di Hannover è diventato il principale aeroporto tedesco per i servizi verso i Paesi dell'ex blocco orientale, insieme all'aeroporto internazionale di Francoforte.

### Sviluppo dagli anni 2000
Nel 2000 è stato istituito un collegamento S-Bahn tra l'aeroporto e Hamelin attraverso la stazione centrale di Hannover. Questo servizio ha sostituito il servizio di bus navetta dell'aeroporto, che circolava ogni 20 minuti, più frequentemente della S-Bahn, ma richiedeva più tempo per raggiungere l'aeroporto e la stazione ferroviaria. Il servizio ferroviario è stato esteso a Paderborn nel 2003.
TUIfly, che ha una base all'aeroporto di Hannover, ha ridotto drasticamente i servizi nel 2008 e nel 2009 e ha ceduto tutte le sue rotte turistiche non tradizionali ad Air Berlin alla fine del 2009. Nel 2010 Germanwings, una sussidiaria di Lufthansa, ha aperto la sua sesta base ad Hannover. Nel 2017, l'ormai defunta compagnia aerea Air Berlin ha ridotto completamente il programma di voli e ha operato il suo ultimo volo da Hannover nel marzo 2017.
L'aeroporto di Hannover è uno dei pochi aeroporti tedeschi che rimane aperto 24 ore su 24, anche se in pratica i voli tra le 23:00 e le 04:00 sono molto pochi.